# Liga de Robôs de Quatro Pernas
A Liga de Robots de 4 Pernas é uma competição de futebol robótico que se realiza a nível internacional no evento RoboCup e em Portugal no evento Festival Nacional de Robótica (Esta prova qualifica as equipas portuguesas para a prova RoboCup Four Legged League).

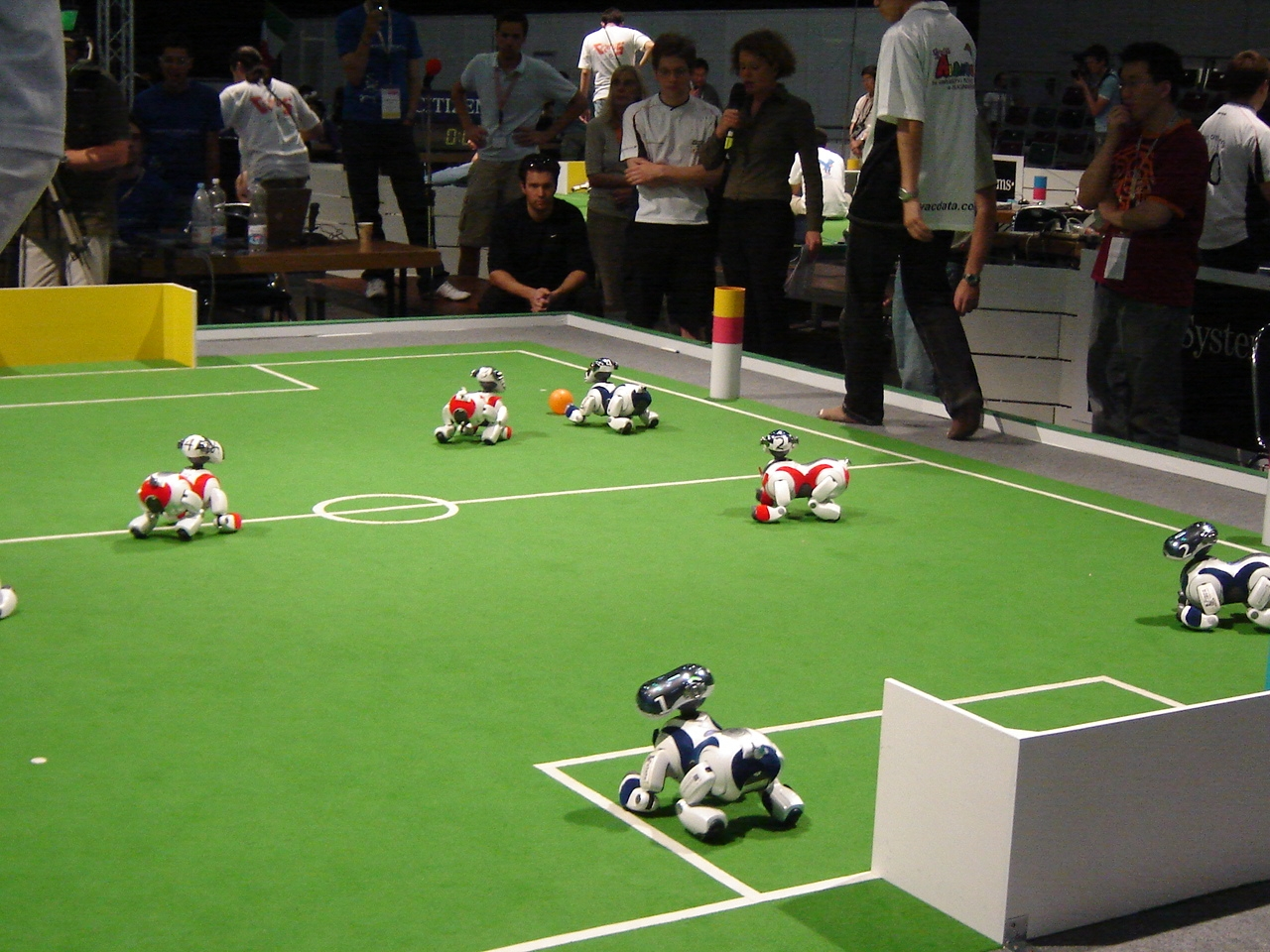
Robôs Aibos - Categoria Four-Legged na RoboCup 2006

## Descrição
A liga de robôs com Pernas (4 Legged league) utiliza os robôs cães AIBO da Sony.
Cada equipa é composta por 4 robôs que jogam um campo com cerca de 5*4 metros. As regras da liga definem que o hardware dos robôs não pode ser alterado, pelo que esta liga é uma liga de software.